# Ислам в Кабо-Верде

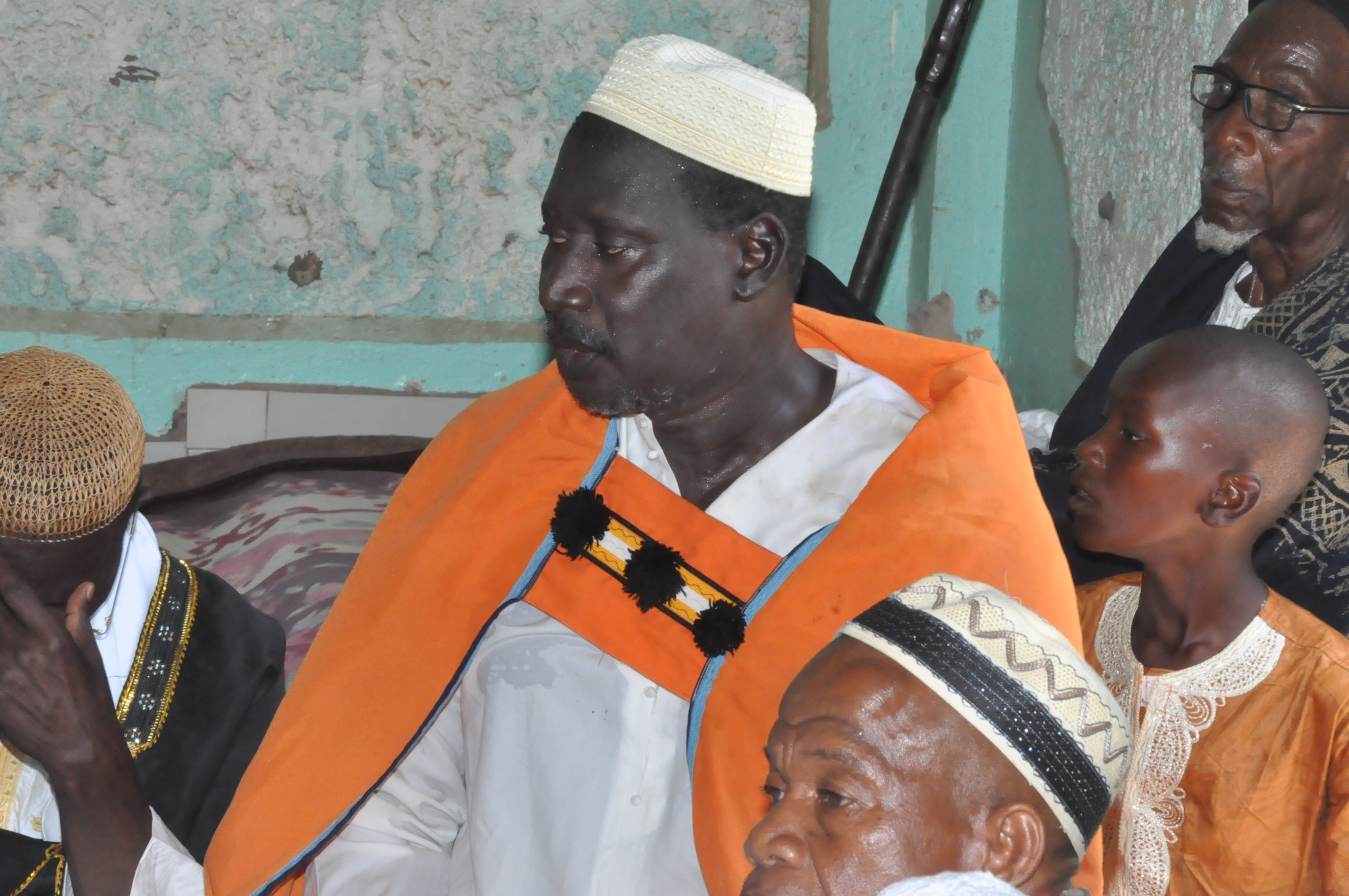

Ислам в Кабо-Верде немногочисленная однако быстро развивающаяся религия.

## Численность и расселение
Мусульманская община в Кабо-Верде небольшая, но динамично развивающаяся. Ислам в эту страну был завезен из Западной Африки. В основном мусульмане Кабо-Верде являются иммигрантами или потомками иммигрантов из Сенегала и других африканских стран. Основным занятием мусульман в Кабо-Верде являются мелкая сувенирная торговля. В данный момент не существует надежных статистических данных о количестве приверженцев ислама на Кабо-Верде. По данным опубликованным местным изданием « A Semana» мусульмане на Кабо-Верде отмечают День рождения Мухаммеда.